# صموئيل بريسكوت فيربانكس
صموئيل بريسكوت فيربانكس هو سياسي كندي، ولد في 31 يناير 1795، وتوفي في 7 ديسمبر 1882. انتخب عضو مجلس نواب نوفا سكوتيا.